# オリンピックの式典
オリンピックの式典（オリンピックのしきてん）では、オリンピックで実施される式典である開会式、閉会式、表彰式について述べる。
オリンピックの開会式と閉会式、表彰式は、全てオリンピック憲章で規定されている行為で、IOCプロトコル・ガイドに従い忠実に実施しなければならない。また、式典の内容は全てIOCに事前に承認を得る必要がある。

## 各式典のプログラム

### 開会式
開会式で行われる行為は以下の通りである。
- 開催国の文化を紹介する各種パフォーマンス
- 開催国の国旗の掲揚と国歌の斉唱
- オリンピック賛歌の合唱とオリンピック旗の掲揚
- 出場選手の入場
- IOC会長と開催都市のオリンピック組織委員会の会長による式辞
- 国家元首による開会宣言
- 選手宣誓・審判宣誓・コーチ宣誓（オリンピック宣誓）
- 最終聖火ランナーによるオリンピック聖火の点灯
- 平和の象徴の鳩を飛ばす（近年は実物でなく擬似行為となっている）

### 閉会式
閉会式で行われる行為は以下の通りである。
- 開催国と次回開催国の文化を紹介する各種パフォーマンス
- 選手入場（開会式と異なり各国選手が入り混じって一斉入場するようになったのは1964年東京オリンピックからである）
- 開催国の国旗の掲揚と国歌の斉唱
- ギリシャ国旗の掲揚とギリシャ国歌の斉唱
- 次回開催国の国旗の掲揚と国歌の斉唱（フラッグハンドオーバーセレモニー）
- オリンピック賛歌の合唱とオリンピック旗の降納
- IOC会長と開催都市のオリンピック組織委員会の会長による式辞
- IOC会長による閉会宣言
- 開催都市の市長から次回開催都市の市長へのオリンピック旗の引渡し
- オリンピック聖火の消灯

閉会式での特徴は、次回開催都市の紹介がプログラムに含まれる点、近代オリンピック発祥の地に敬意を表してギリシャの国旗の掲揚とギリシャ国歌の斉唱が行われる点である。
開会式で実施される慣例だったフラッグハンドオーバーセレモニーが閉会式においても実施されるようになったのは、夏季は1984年、冬季は1988年から。1984年夏季ロサンゼルスオリンピックでは、前回開催地であるモスクワ市長からの引き継ぎは行われなかった。前回モスクワ大会には次回開催国のアメリカ選手団が参加せず、今大会には前回開催国のソ連選手団が参加しないという異例の事態が背景にあった。その代わり、閉会式では次回開催地のソウル市長に旗を継承。この時、韓国の民族衣装を着用した男女数名が登場したが、特にプレゼンテーションは披露されなかった。その4年後の1988年冬季カルガリーオリンピックでは、まず開会式で前回開催地のサラエボ市長から旗を継承。その後サラエボオリンピックのテーマ曲が演奏され、サラエボのダンサーが舞踊を披露した。同大会の閉会式では次回開催地のアルベールビル市長に旗を継承。その後アルベールビル冬季大会のスケーターによる短時間ショーと、さらに続いて1988年夏季のソウルオリンピックのPRショーも披露されている。次回開催地から出演者を迎えてプレゼンテーションを披露したのはこれが史上初である。

### 表彰式
表彰式に参加できる選手は各種目で3位以内にランクインした選手またはチームである。表彰式で挙行される行為は以下の通りである。
- メダル受賞者の紹介とメダルと記念品の授与
- メダル獲得者の国旗の掲揚と優勝者（金メダル獲得者）の国歌の演奏

メダルと記念品の授与はIOCの委員2名以上で行われる。
2004年のアテネ大会以降、夏季大会では大会最終日に行われる男子マラソンの表彰式は閉会式内で行われるようになった。加えて、2021年に実施された東京大会では、男女マラソン競技が北海道札幌市で実施されたという事情を踏まえ、男子並びに女子のメダル獲得者をそれぞれ競技終了後に東京（選手村）へ戻した後、閉会式に於いて表彰式を同時実施する形を採った。冬季大会においては、クロスカントリー競技（男子50km、女子30km）の表彰式が閉会式内で行われる。

## トピック

### 選手入場
開会式の選手入場は、最初はギリシャ選手団、2番目は難民選手団、3番目以降はその他の出場国の選手団が行進し、最後に開催国の選手団が入場する。ただし2004年は開催国がギリシャだったため、旗手のみ先頭で入場し、最後にギリシャ選手団が入場した。
入場する順については憲章で「開催国の言語でアルファベット順。ただしギリシャは先頭、開催国は最後尾」としていたが、表記には自由度があることから大会ごとに順番が変化することもあった。しかしリハーサルなどの関係で変わらないこともある。例として日本が初出場した1912年ストックホルムオリンピックでは直前に「NIPPON」で登録したことから本来の「JAPAN」の順番（「ITALY」と「LUXEMBOURG」の間）であった。中華民国（台湾）は中国との関係に配慮し「チャイニーズタイペイ（Chinese Taipei）」として出場している。
近年では開催国の言語を勧める方針に転向し、2000年代には開催国の言語表記を優先した順が定着した。日本では1964年、1972年、1998年は英語のアルファベット順としていたが、2021年は五十音順で入場した。2008年の北京夏季大会と2022年の北京冬季大会では簡体字で表記される国名の頭文字の画数を基準とした順番となった。また使用する言語も政治情勢に配慮することがあり、1992年バルセロナオリンピックでは、スペイン語順ではなくフランス語順であった(スペイン国内のカタルーニャ語圏との配慮による)。
近年では最後から2番目と3番目に今後の開催国を配置するようになっている。
政治の他、多額の放送権料を支払っているアメリカのテレビ局の意向にも左右される。
かつては選手団は旗手を先頭に隊列を組んで入場していたが、近年では旗手の後の並びは各国の自由となっている。
閉会式の選手入場は開会式とは異なり、各国の選手が入り混じって腕や肩を組み合ったり談笑したりしながら、会場の中央めがけて自由に入場する。

### 式辞と開会宣言
開会式と閉会式に行われる式辞は、IOC会長と開催都市のオリンピック組織委員会の会長が行う。憲章で式辞を述べることを許されているのは、この2名だけである。
憲章により、式辞の最後で、IOC会長は開催国の国家元首に開会宣言の要請を行う。開会宣言はIOC会長の要請により、開催国の国家元首によって行われる。ただし、憲章ができる前には閣僚や有力者が、国家元首が出席できない場合は国家元首に準ずる人物（副大統領など）が、開会宣言を行ったことがある。日本の場合は日本国憲法等の日本の法律に国家元首に関する条文・規定が存在しないが、内閣総理大臣ではなく天皇が開会宣言を行うのが慣例となっている。
開催時期により宣言の内容は変わる。

夏季オリンピックの場合
わたしは、第......（オリンピアードの番号）回近代オリンピアードを祝い、......（開催地名）オリンピック競技大会の開会を宣言します。」
冬季オリンピックの場合
私は（開催都市名）における第...... （オリンピック冬季競技大会の番号） 回 オリンピック冬季競技大会の開会を宣言します」
原文はフランス語および英語（フランス語版が英語版に優先する）であるが、開会宣言を行う者の母語へ翻訳する場合、IOCの承認があればニュアンスを変更することが認められている。2021年の東京大会では新型コロナウィルス感染症の影響を考慮し、「celebrating」を「祝い」から「記念」と言い換えている。ただし、そもそも宣言者が「祝う」というJOCによる日本語訳は誤訳であり、『第xx回近代オリンピアードを「記念する」〜大会』という2021年大会の訳文がフランス語版に即していることが指摘されている。
オリンピックでは、全ての式典・全ての会場で、政治家はいかなる演説も行ってはならないと定められている。2002年に開催されたソルトレークシティ五輪では、ブッシュ大統領は開会宣言で「誇り高く、優雅なこの国を代表して、第19回オリンピック冬季競技大会ソルトレークシティ大会の開会を宣言します」と政治的色彩のある言葉を付け加えて開会宣言を行い、IOC副会長が批判するなど各方面で反発を招いた。